# Edo Kayembe
Edo Kayembe (Kananga, 3 de agosto de 1998) es un futbolista congoleño que juega en la demarcación de centrocampista en el Watford F. C. de la EFL Championship.

## Selección nacional
Tras jugar en la selección de fútbol sub-23 de la República Democrática del Congo, finalmente debutó con la selección absoluta el 9 de enero de 2022 en un partido amistoso contra Argelia que finalizó con un resultado de empate a uno tras el gol de Islam Slimani para Argelia, y de Cédric Bakambu para la República Democrática del Congo.

## Clubes
| Club                | País       | Año       | Partidos | Goles |
| ------------------- | ---------- | --------- | -------- | ----- |
| R. S. C. Anderlecht | Bélgica    | 2017-2020 | 39       | 0     |
| K. A. S. Eupen      | Bélgica    | 2020-2022 | 45       | 4     |
| Watford F. C.       | Inglaterra | 2022-     | 117      | 13    |